# Ludvig Kruse
Ludvig Magnus Kruse (i riksdagen kallad Kruse i Göholm), född 21 juli 1857 i Ronneby, död 15 februari 1935 i Listerby, var en svensk godsägare och riksdagsman. Han var gift med Anna Lilienberg och därigenom svärson till häradshövdingen Albert Lilienberg.
Ludvig Kruse var ägare till godset Göholm i Blekinge och som riksdagsman var han 1897-1899 ledamot av riksdagens andra kammare, invald i Medelstads domsagas valkrets.